# Flèche wallonne 1964
La Flèche wallonne 1964, 28e édition de la course, a lieu le 4 mai 1964 sur un parcours de 215 km. La victoire revient au Belge Gilbert Desmet, qui a terminé la course en 6 h 16 min 41 s, devant les Néerlandais Jan Janssen et Peter Post.
Sur la ligne d’arrivée à Charleroi, 54 des 98 coureurs au départ à Liège ont terminé la course.

## Classement final
| #  | Coureur         | Équipe                          |    | Temps           |
| -- | --------------- | ------------------------------- | -- | --------------- |
| 1  | Gilbert Desmet  | Wiel's-Groene Leeuw             | en | 6 h 16 min 41 s |
| 2  | Jan Janssen     | Pelforth-Sauvage-Lejeune        | +  | 4 s             |
| 3  | Peter Post      | Peugeot-Michelin-BP             |    | 4 s             |
| 4  | André Noyelle   | Dr. Mann                        |    | 4 s             |
| 5  | Vito Taccone    | Salvarani                       |    | 7 s             |
| 6  | Rudi Altig      | Saint-Raphaël-Gitane-Campagnolo |    | 8 s             |
| 7  | Théo Nijs       | -                               |    | 14 s            |
| 8  | Bas Maliepaard  | Saint-Raphaël-Gitane-Campagnolo |    | 24 s            |
| 9  | François Mahé   | Pelforth-Sauvage-Lejeune        |    | 24 s            |
| 10 | Hans Junkermann | Wiel's-Groene Leeuw             |    | 24 s            |